# طخفة (القصيم)
طخفة، من جبال شبه الجزيرة العربية، وتحديداً في مدينة القصيم.

## موقع طخفة
يقع جبل طخفة بين إمرة وضرية بالقرب من من خط عرض 50، 24 درجة وخط طول 12، 43 درجة بالجهة الشرقية من ضرية والجهة الشمالية من بلدة القرارة، وتحيط بالجبل هجرة بادية.

## طخفة في الأشعار
- يقول الشاعر الضبابي لبني جعفر:

- يقول الشاعر واصفاً ناقةً سمينة:

- كما ذُكرت في الأراجيز التي نُظمت في طريق الحج البصري إلى مكة:

- قال الشاعر مزاحم العُقيلي في طخفة:

- يقول النابغة الجعدي:

- يقول أيضاً فيها جرير:

## طخفة والآثار
- بركة طخفة التي تقع في الناحية الشرقية من طخفة، تأتيها المياه من خلال قناتين واحدة منهما تقع في الجهة الشرقية، وتتكون من قناة مكشوفة تتجمع فيها مياه الهضاب الكلسية والجيرية؛ فتنحدر إلى البركة، كما أنها تقوم بمهمة تصريف السيول، وأما الثانية فتقع في الجهة الغربية، وهي عبارة عن قناة طويلة ممتدة إلى مجرى الوادي الرئيس لتغذي البركة، ويبلغ عرضها حوالي 3م.
- الآبار والأحواض تنتشر هذه الآبار والأحواض في منطقة مستوية تميل إلى جهة الشرق، متخذة شكل الخطوط المتقاطعة حيث يغذي البئر الواحد أكثر من حوض، وتبدأ من الغرب اتجاه الشرق في بئر منفردة ثم بئر وحوض يتصلان بقناة، ويبلغ عدد منشأت هذا الخط خمس آبار وثلاثة أحواض.[3]

## انظر ايضاً
- القصيم
- أبان الأحمر
- جبل سواج

## وصلات خارجية
- بالصور.. «طخفة الرائعة» جنة القصيم التي تجري من تحتها الأنهار وتزينها الشلالات.